# I Believe in Your Sweet Love
«I Believe in Your Sweet Love» (с англ. — «Я верю в твою сладкую любовь») — песня, записанная валлийской певицей Бонни Тайлер для её четвёртого студийного альбома Goodbye to the Island (1981). Она была написана Ронни Скоттом и Стивом Вольфом, они же и Хью Мерфи выступили продюсерами. Песня была выпущена в качестве лид-сингла альбома в ноябре 1979 года.

## Предыстория и релиз
После релиза «It’s a Heartache» карьера Тайлер начала идти по наклонной, поскольку она не могла повторить успеха данного сингла с последующими релизами, интерес к ней падал. Предыдущий альбом Diamond Cut (1979) достиг только сто сорок пятого места в Соединенных Штатах, а ее самые успешные синглы «Too Good to Last» и «My Guns Are Loaded» имели только региональный успех в континентальной Европе.
В конце 1979 года Тайлер выпустила два сингла: «Siting on the Edge of the Ocean», с которым она выиграла Международный фестиваль популярной музыки в Японии, и «I Believe in your Sweet Love».
Песня имела успех в Канаде, где она достигла двадцать седьмого места в чарте RPM Adult Contemporary. В издании Record Mirror назвали её «Синглом недели».

## Список композиций
1. «I Believe in Your Sweet Love» — 3:42
2. «Come On, Give Me Loving» — 3:22

## Чарты
| Хит-парад (1980)                | Высшая позиция |
| ------------------------------- | -------------- |
| Канада (RPM Adult Contemporary) | 27             |